# 塔科內山

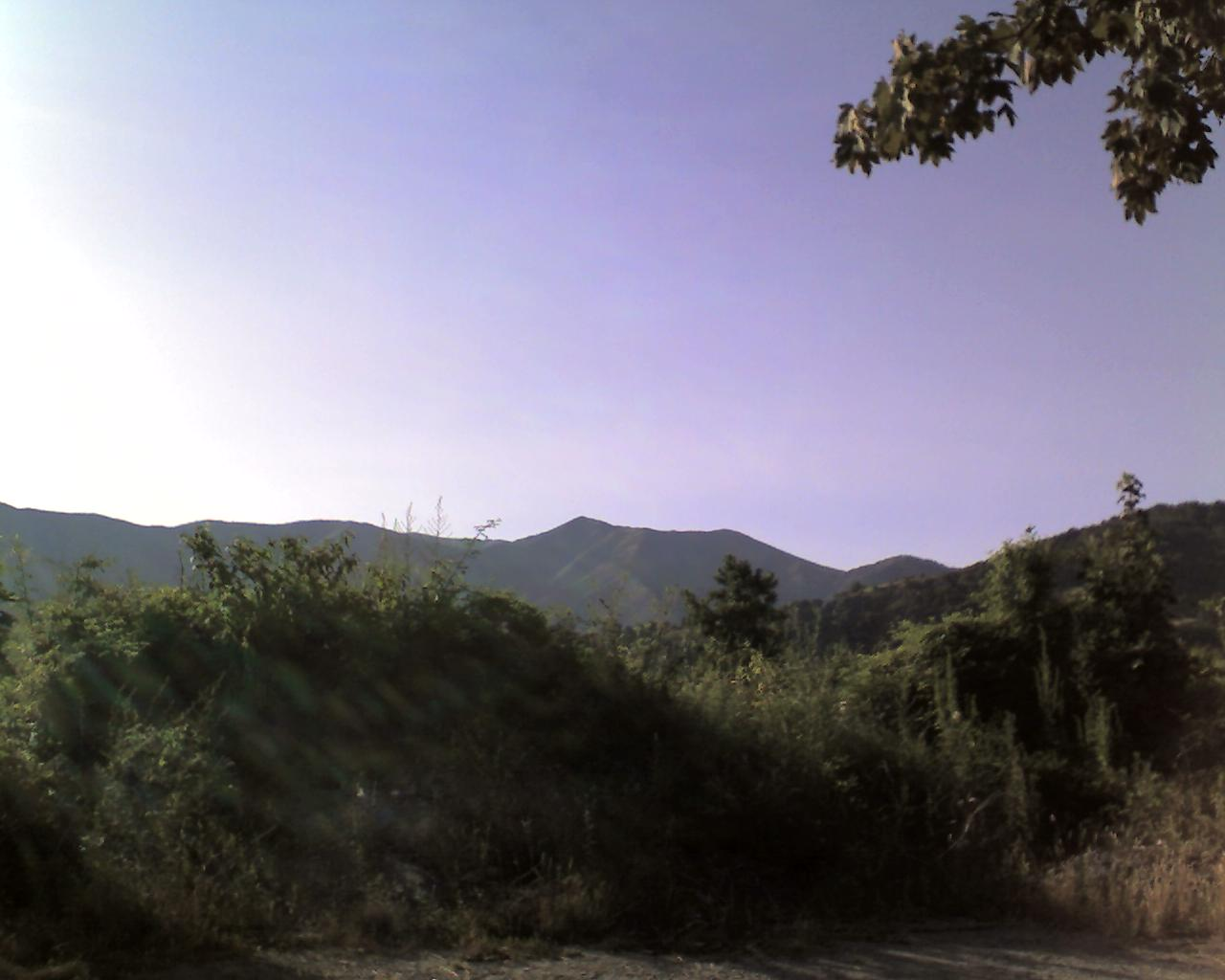

44°33′35″N 8°51′00″E / 44.55975°N 8.84987°E
塔科內山（義大利語：Monte Taccone），是意大利的山峰，位於該國西北部，由皮埃蒙特大區負責管轄，屬於利古雷亞平寧山脈的一部分，海拔高度1,113米，每年平均降雨量1,375毫米。